# Cassiopeiae OB2
Cassiopeiae OB2 est une association OB d'étoiles jeunes et chaudes, située dans la constellation de Cassiopée. Elle comprend quelques régions HII, grandes et brillantes.
L'association est située dans le bras de Persée à une distance d'environ 2 630 pc (∼8 580 al) du système solaire et semble associée aux nébuleuses Sh2-157, Sh2-159 et à la célèbre nébuleuse de la Bulle. Le grand nombre de sources de rayonnement infrarouge et de jets moléculaires immergés dans les gaz de ces nuages témoignent que les phénomènes de formation d'étoiles sont toujours actifs dans la région.

## Observation

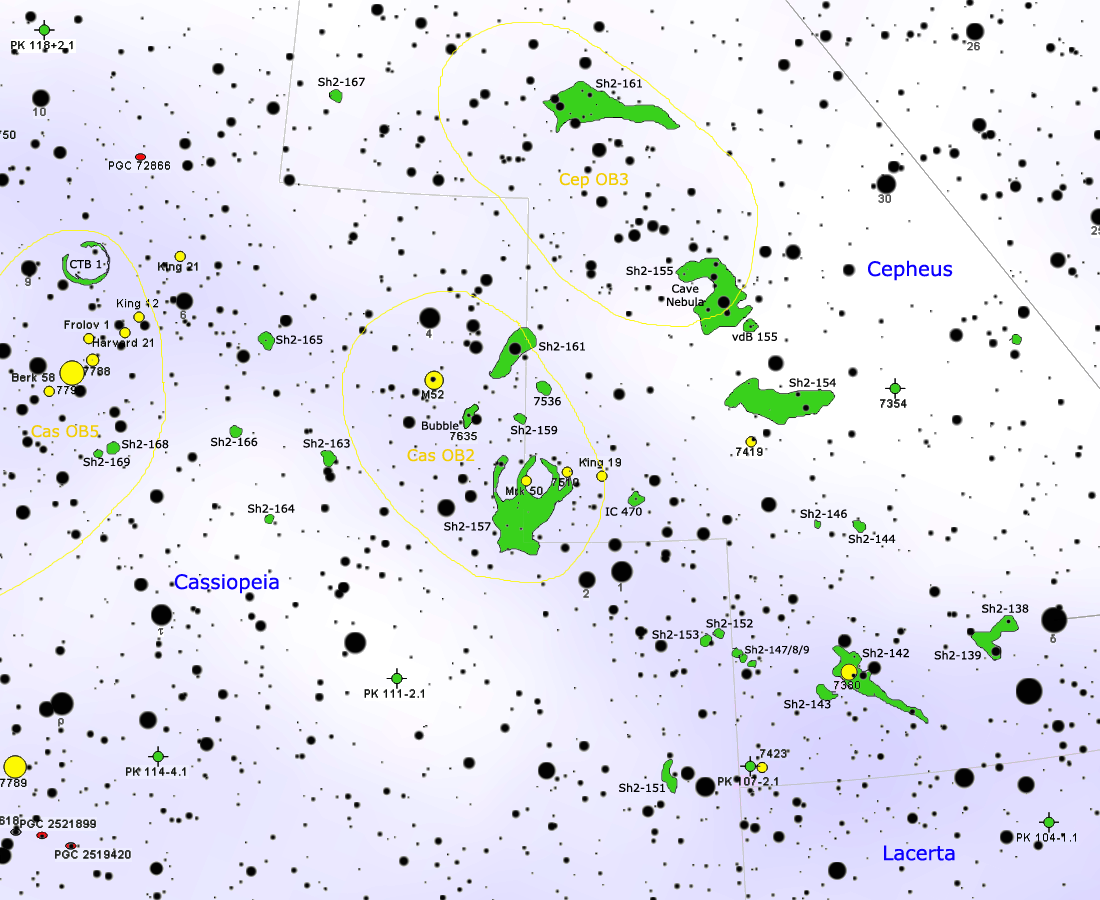
Carte de la région de Cassiopeiae OB2.

Cassiopeiae OB2 se trouve dans une partie de la Voie lactée riche en champs d'étoiles, dans une région connue sous le nom d'Arc de Cassiopée. Sa position peut être tracée près de la frontière avec Céphée, plus ou moins à mi-chemin sur la ligne joignant les deux étoiles Caph (β Cassiopeiae) et ζ Cephei. Ses principaux composants sont dispersés sur une zone de quelques degrés carrés de la voûte céleste et en raison de leur faible luminosité (causée par leur éloignement) ils sont presque totalement confondus avec les étoiles des champs d'étoiles environnants. L'étoile la plus brillante est BD +62°2210, une supergéante bleue qui atteint seulement la magnitude 8,42. Les photographies à longue exposition nous permettent d'identifier un grand nombre de nébuleuses de la région, parmi lesquelles se distinguent NGC 7538 et la célèbre NGC 7635, la nébuleuse de la Bulle.
L'association est localisée dans les déclinaisons fortement septentrionales. Cela implique une visibilité optimale depuis l’hémisphère nord, par rapport à une observabilité difficile depuis l’hémisphère sud. L'association est en fait circumpolaire depuis la plupart des régions de l'hémisphère nord, jusqu'aux côtes nord de l'Afrique et du golfe du Mexique, tandis que depuis la plupart des régions de l'hémisphère sud, elle n'est jamais visible.

## Caractéristiques et structure
Cassiopeiae OB2 est située dans une région intermédiaire du bras de Persée, l'un des principaux bras spiraux de la Voie lactée, à une distance d'environ 2 630 pc (∼8 580 al). Cependant, des mesures effectuées sur une étoile Wolf-Rayet faisant partie de l'association ont donné une valeur d'environ 3 400 pc (∼11 100 al), déplaçant ainsi la position de Cassiopeiae OB2 vers un point plus externe et plus éloigné du bras.
Les jeunes étoiles brillantes qui composent l’association ionisent l’hydrogène concentré dans les nuages environnants, qui devient ainsi visible, formant de vastes régions HII. Parmi celles-ci se distingue Sh2-157, qui présente une grande structure annulaire causée par l'action du vent stellaire des étoiles massives situées dans son voisinage immédiat. Ce nuage est constitué de deux composants distincts : le nuage optiquement visible, et la région sombre détectable sur les photographies. La quantité d’hydrogène ionisé présente dans le nuage visible est considérablement inférieure à la masse de l’étoile centrale, ce qui suggère qu’une certaine quantité d’hydrogène neutre est également présente. La région sombre est plutôt composée de poussière non illuminée.
NGC 7538, Sh2-159, Sh2-161 et NGC 7635 forment un deuxième complexe nébuleux situé à une courte distance du précédent, le long de la ligne de visée du célèbre amas M52. La principale source d'ionisation du gaz dans NGC 7538 est NGC 7538 IRS6, une étoile bleue de la séquence principale de classe spectrale O7V. Sh2-159 est en revanche clairement visible dans la bande Hα. Il contient en son sein une source très compacte d'ondes radio, qui coïncide avec la partie la plus dense du nuage et entoure une étoile de classe spectrale O9, qui est la principale source d'ionisation des gaz dans le nuage lui-même.
Dans la direction de l'association se trouvent les deux amas ouverts NGC 7510 et M52. Le premier est situé à une courte distance physique de la région et en fait probablement partie, tandis que le second est un objet de premier plan.

## Phénomènes de formation d'étoiles

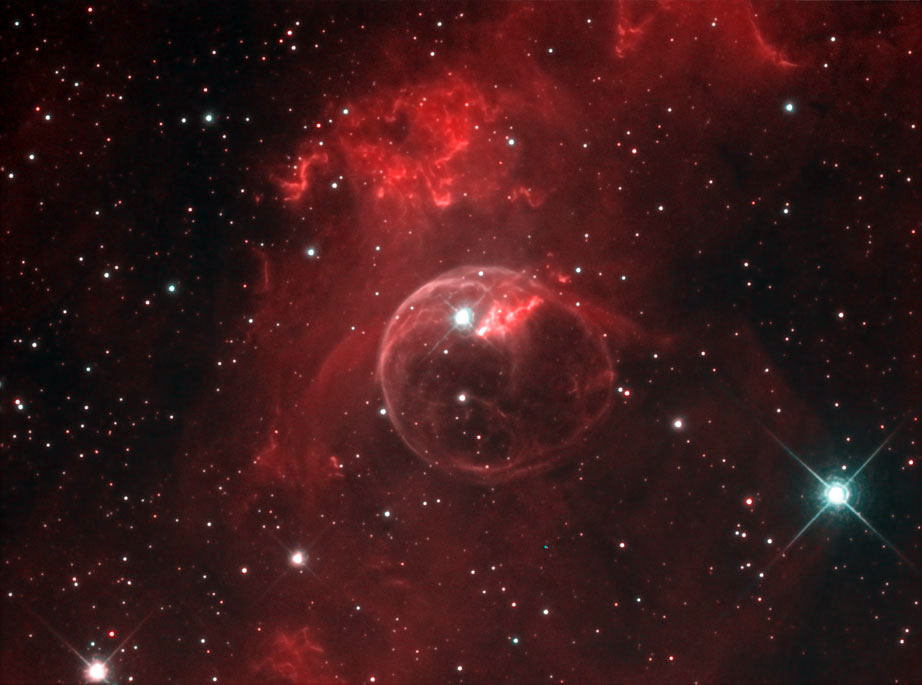
NGC 7635, la célèbre nébuleuse de la Bulle, est ionisée par l'un des composants les plus massifs de l'association. Le vent stellaire provenant de cette étoile est également responsable de la création de la célèbre structure sphérique presque parfaite.

Selon les modèles évolutifs de la région, les processus de formation d'étoiles à travers cette région du bras de Persée auraient d'abord affecté la région d'où provient l'association Cassiopeiae OB2, puis se seraient étendus vers l'amas NGC 7510 et enfin vers Mrk 50. Ce dernier est donc le produit de la dernière génération d'étoiles de la région.
La preuve que les processus de formation d'étoiles sont toujours en cours dans cette région est clairement évidente dans la nébuleuse NGC 7538, où 11 sources de rayonnement infrarouge ont été identifiées, correspondant à autant de jeunes étoiles de grande masse, cataloguées pour ce nuage de IRS1 à IRS11. Trois d'entre eux, IRS1, IRS2 et IRS3, sont situés dans un petit amas d'étoiles de classe spectrale O et B, positionné sur le bord sud-est de la nébuleuse. IRS1 est le plus brillant et est situé au centre d'une petite région ultracompacte H II de 0,1" de taille, égale à 180 UA. La source du rayonnement est une étoile bleue de classe O7, avec une luminosité de 104 L☉. Une structure de jet orientée dans une direction nord-sud émerge de l'objet, également observée dans IRS1, où une structure bipolaire est présente, connectée à une seconde structure en forme d'anneau. Un grand nombre de masers avec des émissions OH, H2O, CH2O, NH3 et CH3OH ont été découverts à proximité d'IRS1.
Sh2-159, d'autre part, contient en son sein une source d'ondes radio très compacte, qui coïncide avec la partie la plus dense du nuage et entoure une étoile de classe spectrale O9, qui est également la principale source d'ionisation des gaz de la région.

## Composants stellaires
L'association Cassiopée OB2 est composée d'une vingtaine de géantes et supergéantes bleues de classe B et de deux étoiles de classe O, plus probablement quelques étoiles Wolf-Rayet très jeunes. Autour d'elle s'étend un vaste complexe nébuleux, qui comprend la grande nébuleuse annulaire Sh2-157 et un jeune amas ouvert connu sous le nom de Mrk 50 (ou également Bâle 3). La forme annulaire de la nébuleuse est causée par l'action du vent stellaire de plusieurs étoiles géantes, tandis que le secteur sud semble excité par le rayonnement lumineux des étoiles de classe O. Le composant le plus brillant est BD +62°2210, une supergéante de classe spectrale B9Ia et de magnitude 8,42. Suivi de BD +63°1964, une géante brillante de classe B0II et de magnitude 8,46. Jusqu'à la magnitude 11,0, il y a 19 composantes, dont deux sont de classe O, 14 de classe B et une de classe A. Les deux autres, cataloguées comme Cas 80 et Cas 81, sont toutes deux des supergéantes rouges de classe M2Iab. La métallicité des composants est relativement proche de celle du Soleil, en particulier pour deux étoiles (HD 17327b et HD 17443) connues pour leur vitesse de rotation élevée.
Parmi les membres de l'association se trouve une variable Céphéide, cataloguée comme SU Cassiopeiae : il s'agit d'une étoile connue pour ses pulsations particulières, qui suggèrent qu'elle n'a pas traversé la bande d'instabilité pour la première fois. Il est donc difficile d’étudier à la fois son évolution et son appartenance à la même association.
Parmi les étoiles les plus massives se trouve HD 219287, une supergéante bleue de classe B0Ia qui présente de fortes raies d'émission dans son spectre. Une autre étoile notable est BD +60°2522, une géante bleue de classe O6IIIf et d'une masse de 10 à 40 M☉, responsable de la création de la célèbre bulle de vent stellaire de la nébuleuse NGC 7635.

### Textes généraux
- (en) Robert Burnham, Jr, Burnham's Celestial Handbook: Volume Two, New York, Dover Publications, Inc., 1978
- (en) Thomas T. Arny, Explorations: An Introduction to Astronomy, Boston, McGraw-Hill, 2007, 3e éd. (ISBN 0-07-321369-1, lire en ligne)
- (it) AA. VV, L'Universo - Grande enciclopedia dell'astronomia, Novara, De Agostini, 2002
- (it) J. Gribbin, Enciclopedia di astronomia e cosmologia, Milano, Garzanti, 2005 (ISBN 88-11-50517-8, lire en ligne)
- (it) W. Owen, Atlante illustrato dell'Universo, Milano, Il Viaggiatore, 2006 (ISBN 88-365-3679-4)

### Textes spécifiques

#### Sur l'évolution stellaire
- (en) C. J. Lada, N. D. Kylafits, The Origin of Stars and Planetary Systems, Kluwer Academic Publishers, 1999 (ISBN 0-7923-5909-7)
- (it) A. De Blasi, Le stelle: nascita, evoluzione e morte, Bologna, CLUEB, 2002 (ISBN 88-491-1832-5)
- (it) C. Abbondi, Universo in evoluzione dalla nascita alla morte delle stelle, Sandit, 2007 (ISBN 88-89150-32-7)

#### Sur le Nuage Moléculaire des Voiles
- (en) Pettersson, B., Young Stars and Dust Clouds in Puppis and Vela, vol. 5, coll. « Handbook of Star Forming Regions, Volume II: The Southern Sky ASP Monograph Publications », décembre 2008 (ISBN 978-1-58-381-670-7, lire en ligne), p. 43

### Cartes célestes
- (en) Toshimi Taki, Taki's 8.5 Magnitude Star Atlas, 2005 (lire en ligne)
- (en) Tirion, Rappaport, Lovi, Uranometria 2000.0 - Volume I - The Northern Hemisphere to -6°, Richmond, Virginie, USA, Willmann-Bell, inc, 1987 (ISBN 0-943396-14-X)
- (en) Tirion, Sinnott, Sky Atlas 2000.0 - Second Edition, Cambridge, USA, Cambridge University Press, 1998 (ISBN 0-933346-90-5)
- (en) Tirion, The Cambridge Star Atlas 2000.0, Cambridge, USA, Cambridge University Press, 2001, 3e éd. (ISBN 0-521-80084-6, lire en ligne)